# 북유성대로
북유성대로(北儒城大路)는 대전광역시 유성구 노은동 월드컵네거리와 서산영덕고속도로 남세종 나들목을 잇는 대전광역시의 도로이다.

## 연혁
2000년대 초반에 새주소 사업을 시행하면서 조치원길로 지정되었으나, 2010년 4월 22일 북유성대로로 도로명이 고시되었다.

## 주요 경유지
대전광역시
- 유성구

## 노선
| 이름                            | 접속 노선                           | 소재지            | 소재지            | 소재지            | 비고              |
| 월드컵대로와 직결               | 월드컵대로와 직결                   | 월드컵대로와 직결 | 월드컵대로와 직결 | 월드컵대로와 직결 | 월드컵대로와 직결 |
| ------------------------------- | ----------------------------------- | ----------------- | ----------------- | ----------------- | ----------------- |
| 월드컵네거리                    | 대전광역시도 제50호선 (한밭대로)    | 대전광역시        | 유성구            | 노은동            |                   |
| 은구비네거리                    | 은구비로                            | 대전광역시        | 유성구            | 노은동            |                   |
| 침신대네거리 (노은지하차도)     | 노은로                              | 대전광역시        | 유성구            | 노은동            |                   |
| 반석네거리                      | 송림로 지족로                       | 대전광역시        | 유성구            | 노은동            |                   |
| 반석교                          |                                     | 대전광역시        | 유성구            | 노은동            |                   |
| 반석역삼거리 (반석역)           | 반석로                              | 대전광역시        | 유성구            | 노은동            |                   |
| 외삼네거리                      | 외삼로 반석서로                     | 대전광역시        | 유성구            | 노은동            |                   |
| 안산1교                         | 북유성대로487번길 북유성대로488번길 | 대전광역시        | 유성구            | 노은동            |                   |
| 안산2교 동촌교                  |                                     | 대전광역시        | 유성구            | 노은동            |                   |
| 남세종 나들목 (남세종IC 교차로) | 서산영덕고속도로                    | 세종특별자치시    | 세종특별자치시    | 금남면            |                   |
| 세종로와 직결                   |                                     |                   |                   |                   |                   |